# 若尔日
若尔日（法語：Jaulges，法語發音：[ʒolʒ]）是法国勃艮第-弗朗什-孔泰大区约讷省的一个市镇，属于欧塞尔区。

## 地理
若尔日（47°57'45"N, 3°47'25"E）面积12.35 平方千米，位于法国勃艮第-弗朗什-孔泰大區约讷省，该省份为法国中北部内陆省份，西接卢瓦雷省，西北接塞纳-马恩省，南至涅夫勒省，东临科多尔省，东北与奥布省接壤。
与若尔日接壤的市镇（或旧市镇、城区）包括：热尔米尼、佩尔塞、瓦雷讷、比托、谢于、利尼勒沙泰勒、维利耶维讷。

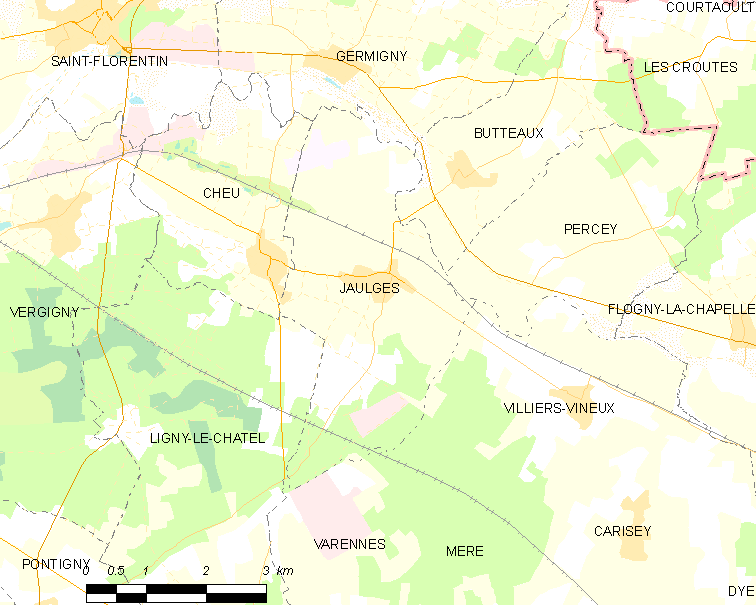
若尔日的OSM定位图

若尔日的时区为UTC+01:00、UTC+02:00（夏令时）。

## 行政
若尔日的邮政编码为89360，INSEE市镇编码为89205。

## 政治
若尔日所属的省级选区为圣弗洛朗坦县。

## 人口

1962-2008年间若尔日人口变化图示

若尔日于2022年1月1日时的人口数量为431人。